# 愛国ポルノ
愛国ポルノ（あいこくポルノ）とは、自国を過度に礼賛する書籍やテレビ番組に対する卑称。

## 概要
2014年頃から見られた嫌韓本や嫌中本の後に出てきた言葉で、「中世や戦前の日本は優れていた」、「日本の文化や社会は他国と比較して優れている」等を主張する。作家の石田衣良は「右傾エンターテイメント」「右傾エンタメ」と呼称している。ただし、この風潮は21世紀に入って突然現れたものではなく、1930年代には既に存在した（日の出1933年10月号付録「世界に輝く日本の偉さはここだ」）。
韓国語にも似たような概念があり、国を愛することが気持ちよくて中毒性があることを覚醒剤(ヒロポン)にたとえて、국（国）と히로뽕（ヒロポン）の合成語で국뽕（クッポン）という。
対義語は「衰退ポルノ」